# Klaus Engel (Schachspieler)
Klaus Eberhard Engel (* 13. Juni 1934 in Berlin) ist ein erfolgreicher deutscher Fernschachspieler. 1978 wurde er Europameister.

## Fernschachlaufbahn
Mit sechs Jahren erlernte Klaus Engel das Schachspiel. 1953 spielte er sein erstes Fernschachturnier. In der Folge stieg er bis in die Meisterklasse – die höchste Klasse im Fernschach – auf. 1966 erhielt er den Titel Internationaler Meister im Fernschach. Bei der 5. Fernschacholympiade erreichte er für Deutschland im Finale ein Ergebnis von 6,5 aus 8. Die Qualifikation zur 7. Fernschach-Weltmeisterschaft verpasste er knapp, ihm fehlte in der Endtabelle ein halber Punkt.
1978 wurde er Europameister. Er platzierte sich in der 12. Europameisterschaft mit 12 aus 14 unter anderem vor Weltmeister Estrin, den er besiegte.
1983 verlieh ihm der ICCF den Titel Fernschach-Großmeister, da er im Einladungsturnier FINJUB-20 mit 8,5 aus 13 die erforderliche Norm erfüllt hatte. Im gleichen Jahr erhielt er für seine Erfolge die Goldene Ehrennadel des BdF.